# Platypalpus monticola
Platypalpus monticola är en tvåvingeart som beskrevs av Axel Leonard Melander 1902. Platypalpus monticola ingår i släktet Platypalpus och familjen puckeldansflugor.
Artens utbredningsområde är Colorado. Inga underarter finns listade i Catalogue of Life.